# Брайзгау
Брайзгау (на немски: Breisgau) е регион в югозапада на Баден-Вюртемберг, Германия между Горен Рейн и Шварцвалд с около 4000 km². Център е град Фрайбург им Брайзгау.
На запад граничи с Елзас, на изток със западната част на Шварцвалд, на юг с Маркгрефлерланд, на север с Ортенау.
Брайзгау се числи към най-топлите региони на Германия.